# Barry Stock
Barry James Stock, más conocido como Barry Stock (Ontario, Canadá, 24 de abril de 1974), es un guitarrista canadiense.
Es conocido principalmente por ser el guitarrista de la banda de rock Three Days Grace.

## Biografía
Barry Stock nació el 24 de abril de 1974 en Ontario, Canadá. Comenzó a destacar cuando en 2003 se incorporó a la banda de rock alternativo Three Days Grace, poco después de que esta lanzara su primer álbum de estudio.

## Equipamiento
Barry usa guitarras Schecter e Ibanez. Normalmente se le ve utilizando una Ibanez SZ320. También se ha visto usando una Ibanez Prestige SZ4020FM.